# 喬納森·米歇爾
喬納森·米歇爾（1994年11月24日—）是一位英格蘭職業足球選手，在場上的位置是守門員。他現在效力於英格蘭足球冠軍聯賽球隊德比郡足球俱樂部。米歇爾出生成長在哈特爾浦，是哈特爾浦聯的支持者。在效力德比郡之前他也曾效力於PP紐卡斯爾聯。2014年6月他轉會德比郡。

## 外部連結
- Jonathan Mitchell profile at the official Derby County F.C. website
- 足球数据库：喬納森·米歇爾的球员统计数据